# Landmælingar Íslands
Landmælingar Íslands är en isländsk förvaltningsmyndighet med uppgifter inom lantmäteri och kartografi.
Myndigheten grundades år 1956 och tog då över ett flertal verksamheter, bland annat inom flygfotografering och kartografi, från det danska statliga kartografiska institutet Geodætisk Institut. Flera av verksamheterna hade då opererat sedan 1900-talets början.
Idag (2021) ligger myndigheten under det isländska ministeriet för miljö och naturresurser. Den har sitt huvudkontor i Akranes på Islands västkust.

## Myndighetschefer
- 1956-1959 - Geir G Zoëga
- 1959-1976 - Ágúst Böðvarsson
- 1976-1985 - Bragi Guðmundsson
- 1985 - Birgir Guðjónsson
- 1985-1998 – Ágúst Guðmundsson
- 1999- (?) – Magnús  Guðmundsson
- (?) - nuvarande Eydís Líndal Finnbogadóttir